# Mtsamboro
Mtsamboro – miasto w północno-zachodniej części Majotty (zbiorowość zamorska Francji); 8 tys. mieszkańców (2006). Ośrodek przemysłowy.